# Age of Empires IV
Age of Empires IV (AoE4)は、リアルタイムストラテジーゲームでRelic EntertainmentがWorld's Edgeと共同で開発し、Xbox Game Studiosが発売した。Age of Empiresシリーズの第4弾であり、Ensemble Studiosが開発していない最初の作品である。Windows版は2021年10月28日、Xbox One版とXbox Series X/S版は2023年8月22日に発売された。

## ゲームプレイ
開発チームによると、このゲームの舞台は中世初期からルネサンス初期で、最も古い文明は750年からの文明である。

### 文明
Age of Empires IV: Anniversary Edition を購入すると10種類、DLC「スルタンの昇天」を購入すると追加で6種類の、計16種類の文明がプレイできる。
ゲームリリース当初は8つの文明が用意されていた。オスマンとマリの2文明は、無料リリースから1年後の2022年10月25日に追加された。
| Anniversary Edition                                                                                   | DLC |
| --- | --- |
| ・アッバース朝 ・中国 ・デリースルタン ・イングランド ・フランス ・神聖ローマ帝国 ・モンゴル ・ルーシ | AnniversaryUpdate ・オスマン ・マリ スルタンの昇天 ・ビザンティン ・日本 亜種文明 ・アイユーブ ・ジャンヌダルク ・ドラゴン騎士団 ・朱熹のレガシー |

### キャンペーン
このゲームには6つのシングルプレイヤーキャンペーンがある。
- 王の台頭（コンソール版限定）：ゲームの基本に焦点を当てたチュートリアル・キャンペーン（1047-1066年）
- モスクワの台頭: ルーシ諸侯国の中でもモスクワ大公国の台頭について（1238年～1375年）
- ノルマン人：ノルマン人のイングランド征服と、その後のイングランド王の争いについて（1066-1217年）
- 百年戦争：イングランドとフランスの対立（1351年～1450年）
- モンゴル帝国：史上最大級の帝国の拡大（1223年～1273年）
- スルタンの昇天： イスラム教徒から見た十字軍（1111年～1426年）

### 時代
Age of empires IIと同じ、暗黒の時代、領主の時代、城主の時代、帝国の時代の4つの時代が登場する。時代を進めるには町の中心ではなく、ランドマークを建設する必要がある。

### ユニット
Age of Empires やAge of Empires IIとは異なり、すべての文明では、同じ役割を果たすが一部のステータスが変更された同等のユニットに置き換えられない限り、すべてのユニットが存在し、このゲームには以下のタイプの共通ユニットがあります
陸上ユニット
- 村人（民間人）
- 商人（民間人、騎兵）
- 槍兵（軽装近接歩兵、対騎兵ユニット
- 軍兵（重近接歩兵、汎用ユニット）
- 弓兵（軽装射撃歩兵、対軽装歩兵ユニット)
- 弩兵（軽装射撃歩兵、対重装ユニット)
- 砲撃手（軽装射撃歩兵、汎用ユニット）
- 斥候（軽装近接騎兵）
- 騎乗兵（軽装近接騎兵、対射撃ユニット)
- 騎士(重装近接騎兵、汎用ユニット) 攻城ユニット
- 破城槌
- 攻城塔
- 投石器
- 遠投投石機
- スプリンガルド
- 射石砲

海洋ユニット
海軍の戦闘ユニットには様々な種類がある。
- 漁船
- 貿易船
- 輸送船
- ガレー船
- スプリンガルド船
- 焼夷船
- 軍艦

時には、その文明に特徴を持たすために、いくつかのユニットが同じ役割を果たす別のユニットに置き換えられ、その文明でしか使用できないユニットもある。さらに、モンゴルのマングダイのような軽装射撃騎兵（これはいくつかの文明にしか存在しない）や、フランスのガレアス船のような特殊な船など、いくつかの文明にはユニークなユニットが存在する。

### 建物
各文明には、共通の建物がある
- 経済 - 畑、家、伐採場、粉ひき所、採鉱キャンプ、市場、町の中心
- 軍事 - 弓兵育成所、歩兵育成所、港、攻囲兵器製作所、騎兵育成所、砦、前哨、柵、木の門、石壁、石の門、石壁塔
- 技術 - 鍛冶場
- 宗教 -修道院orモスク